# アリエ川
アリエ川（アリエがわ、Allier）は、フランス中央部を流れる川であり、ロワール川の支流である。長さは約89kmである。
ロゼール県のマンド東部、中央高地に水源があり、ヌヴェールの西部でロワール川に合流する。

## 流域の自治体
- アリエ県
- アルデシュ県
- シェール県
- オート＝ロワール県
- ロゼール県
- ニエーヴル県
- ピュイ＝ド＝ドーム県

座標: 北緯46度57分34秒 東経3度04分44秒 / 北緯46.959444444444度 東経3.0788888888889度